# مرکز کم‌فشار

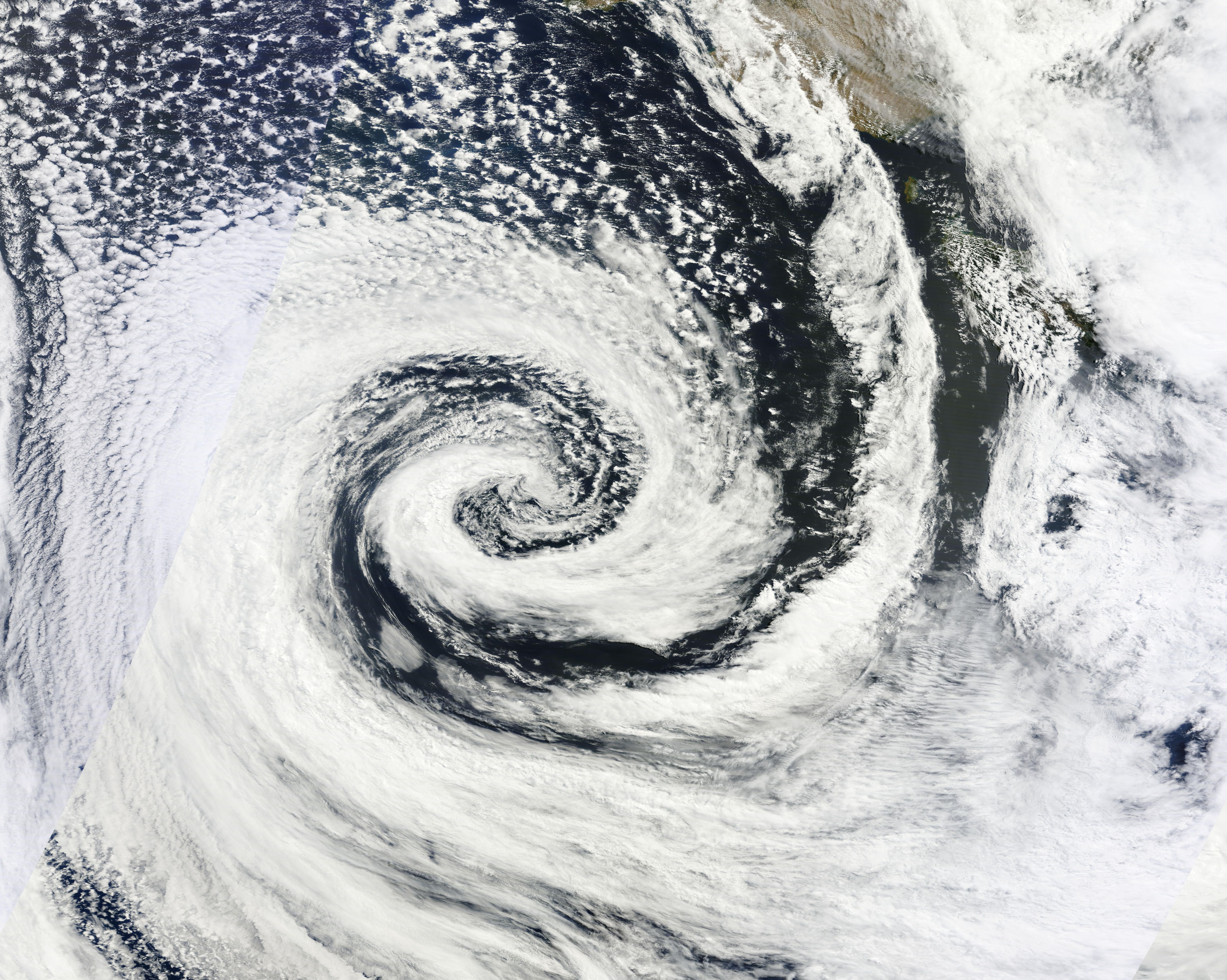
یک مرکز کم‌فشار یا سیکلون در حال چرخش ساعتگردی در جنوب استرالیا

مرکز کم‌فشار (انگلیسی: Low-pressure area)، وافشار یا ناحیه وافشار (depression) منطقه‌ای بر روی نقشه توپوگرافی است که در آن فشار جو پایین‌تر از پیرامون آن است. سیستم‌های کم‌فشار در نواحی دارای باد واگرا در لایه‌های بالایی تروپوسفر شکل می‌گیرند. فرایند تشکیل یک مرکز کم‌فشار سیکلون‌زایی نام دارد.